# Frederico Augusto Rodrigues da Costa
Frederico Augusto Rodrigues da Costa (São Sebastião do Passé, 29 de outubro de 1851 — Salvador, 30 de dezembro de 1932) foi um político brasileiro.

## Biografia
Filho de João Antunes Rodrigues da Costa, proprietário de terras na região e tabelião de notas na capital, e de Febrônia Augusta Dórea Rodrigues da Costa.
Foi Governador da Bahia de 1 de março de 1930 até 3 de novembro de 1930, na época de Getúlio Vargas.
Faleceu no dia 30 de dezembro de 1932 na sua chácara no bairro de Brotas, em Salvador.
Foi casado duas vezes. Do primeiro casamento, com Clarinda Dórea Rodrigues da Costa, teve três filhos. Das segundas núpcias, com Laura Portela Rodrigues da Costa, teve cinco filhos. Entre todos, apenas Fábio Augusto Rodrigues da Costa seguiu a carreira política, tendo sido deputado estadual de 1935 a 1937.